# 錫利斯特拉州
錫利斯特拉州是保加利亞的一個州，位於該國東北部，北界羅馬尼亞，其中西北以多瑙河相望。面積2,846平方公里，2006年人口142,000人。
錫利斯特拉州下分为7个市镇，各市镇的行政中心分別为州府錫利斯特拉，及阿爾法塔、杜格沃、格拉維尼察、凱納爾賈、锡托沃及圖特拉坎。